# Хазкалинский башенный посёлок
Хазкалинский башенный посёлок (чечен. Хаз-кхелли) — средневековый замковый комплекс на востоке от села Итум-Кали, и на севере Тазбичи, в ущелье Тазбичи. Это местечко расположено к югу от башни Тичча и несколько ниже её. Включает в себя большую жилую башню и руины двух-трех башен. Датируется XIV—XVI веками.

## Описание

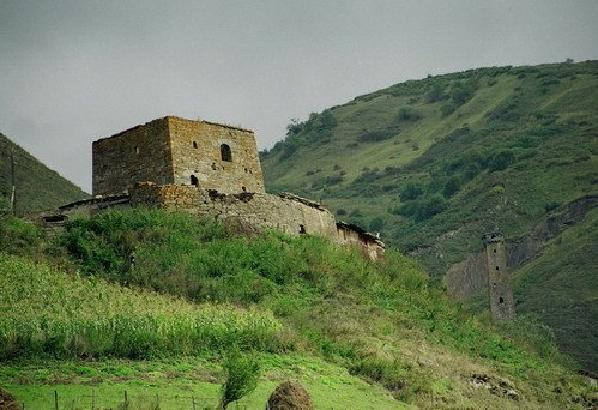
Вид Хазкалинской жилой башни с другой стороны

На арке одной из них выбит петроглиф — мужская фигура с большими руками. Сохранившаяся башня прямоугольная в плане (внешние размеры 8,80X8 м, внутренние 7,60X6,10 м) и ориентирована на длинной осью с севера на юг. Стены остались в высоту имеют 8,75 8 м. Восточная стена (фасад) располагает тремя входными проемами и двумя оконными. К сломанному нижнему проему впоследствии устроены четыре каменные ступеньки. Выше находится другой дверной проем (1,20X0,80 м), завершающий циркульной аркой, сделанной из веерообразно размещенных камней с клинчатым «замком» в середине. Немного правее сооружен оконный проем (0,35X0,20 м) с округлой аркой — монолитом. Арки выше него дверного входа (1,10X0,90 м) и окна (0,60X0,40 м) подобны ранее описанным. Строение снабжено опорным четырёхгранным столбом, который расположен на тяжелой четырёхугольной основе. Колонна имеет выдающиеся «подушки» — опоры, предназначенные для двух межэтажных перекрытий. Типовые «опоры» сделаны и на двух пилястрах восточной и западной стен. Башня была в три этажа. Жилая башня является памятником архитектуры средневекового периода, образцом строительного мастерства горцев.